# Братья Грунт
Братья Грунт (англ. The Brothers Grunt) — американо-канадский мультсериал, который выходил с 15 августа, 1994 по 9 апреля 1995 года по телеканалу MTV. Его создал Дэнни Антонуччи, который впоследствии создал мультсериал Эд, Эдд и Эдди, являющийся самым успешным мультсериалом Cartoon Network. Братья Грунт получили негативные оценки критиков и зрителей и продержались лишь год. Шоу являлось срочной заменой мультсериала «Бивис и Баттхед», который был снят с эфира после Инцидента Остина Месснера.

## Сюжет
Сериал сосредоточен на ансамбле бледных, эластичных, дерганых, желтоглазых, без рубашки гуманоидов с выступающими вздутыми варикозными венами, из которых часто вытекают различные вредные телесные жидкости, которые отдаленно связаны с людьми, все они якобы мужчины, которые бродят в трусах. Их основным продуктом питания является сыр; тем не менее, они могут есть и другие продукты (по крайней мере картошку, согласно эпизоду «Не мой картофель»). Их единственный родитель — немая, водяная особь мужского пола по имени Праймус Грунтус Максимус, у которой они рождаются в виде эмбрионов внутри кожных бородавок, подобно Суринамской жабе. Они живут в монастыре в канализации.
Формируется группа, состоящая из большинства выживших представителей своего вида, в стремлении вернуть одного из них, Перри, который отказался от своего невольного положения «Избранного» (лидера их ордена) и теперь он живёт «светской жизнью» среди людей (которые, кажется, имеют дело с причудливой природой его «братьев», игнорируя их и делая вид, что все нормально).

### Персонажи
Имена главных персонажей названы в честь известных певцов 50-х: Фрэнк Синатра, Томми Беннет, Бинг Кросби, Дин Мартин, Сэмми Дэвис мл. и Перри Комо, которых озвучивает Дуглас Паркер.

## Производство
В те времена Дэнни Антонуччи сделал несколько анимационных реклам для MTV, чтобы найти работу вне компании International Rocketship Limited, на которой он работал с 1984 года. Хотя в те времена Дэнни Антонуччи наслаждался успехом «Мясника Лупо», он решил покинуть International Rocketship Limited и основать свою собственную анимационную студию. В результате появилась студия a.k.a. Cartoon, которая начала свою работу 1 апреля, 1994 года. Первым проектом этой студии стал мультсериал «Братья Грунт», который появился после того как Эбби Теркулю так сильно понравилась реклама, что он попросил Дэнни Антонуччи превратить её в мультсериал.

## Критика
Мультсериал Братья Грунт шёл не долго, и его встретили критики с негативом. Кеннет Р. Кларк из Chicago Tribune сказал, что с помощью этого мультсериала, «MTV создал самых отталкивающих существ когда либо появлявшихся на телевидении». Чарльз Соломон из Los Angeles Times назвал мультсериал старательным софорическим шоу, которое предлагает зрителю ностальгировать по уточённым хорошим вкусам Элиса Купера.
В книге «Север всего: Англо-канадское кино с 1980 года» Уильям Бирд и Джерри Уайт назвали мультсериал «позором» и «полным провалом». Его постоянно сравнивали с Настоящими монстрами, который выходил на телеканале Nickelodeon. Габор Чупо (соавтор Настоящих монстров) отверг это сравнение, заявив что «Настоящие монстры» — мультсериал, ориентированный на персонажах, в то время как «Братья Грунт» — мультсериал, ориентированный на идеях, также отметив что оба мультсериала имеют разные визуальные стили. Оглядываясь на мультсериал, создатель Дэнни Антонуччи заявил, что он «не очень то и удался», также отметив что он со временем стал «маленьким грязным секретом MTV».
Этот мультсериал стал кульминацией, тенденций к нарушению жанра и табу в анимационных СМИ, следуя по стопам Симпсонов, Шоу Рена и Стимпи и Бивиса и Баттхеда, а также более поздних Южного Парка и Гриффинов. Как правило — это шоу, которые на первый взгляд являются потомками туалетного юмора Шоу Бенни Хилла, но при ближайшем рассмотрении оказываются нацеленными на исследовании произвольной природы табу, стереотипов и т. д.
Братья Грунт сделали это в такой степени, что они быстро оторгли свою собственную сеть и пропали после повторного показа. Позже он был найден на видеозаписях энтузиастами, коллекционерами и культовыми последователями и по сей день находится в свободном доступе сети бутлегов, полностью игнорируемый его оригинальными создателями.